# Rosie O'Donnell

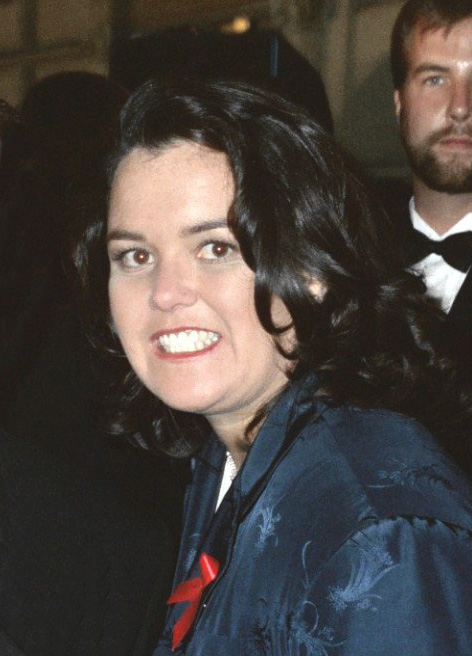
Rosie O'Donell på Emmy-galan 1995.

Roseann "Rosie" O'Donnell, född 21 mars 1962 i Commack på Long Island i New York, är en amerikansk skådespelerska, komiker, producent, författare och TV-personlighet.

## Biografi
Rosie O'Donnell är känd från filmer som Sömnlös i Seattle och Familjen Flinta. Mellan 1996 och 2002 hade hon sin egen talkshow, The Rosie O'Donnell Show, och mellan 2011 och 2012 The Rosie Show. Mellan 2006 och 2007 samt 2014 till 2015 var hon en av programledarna för The View.
O'Donnell föddes och växte upp i Commack på Long Island. Hon har irländska rötter och hennes pappa Edward föddes i Belfast, Nordirland. Hennes mor avled när O'Donnell var 10 år. O'Donnell har studerat vid Boston University i Boston, Massachusetts.

## Privatliv
1995 adopterade hon sitt första barn, en son. Rosie O'Donnell gifte sig med sin flickvän Kelli Carpenter den 26 februari 2004 i San Francisco, Kalifornien. Tillsammans fick de tre barn, två döttrar och en son, innan de separerade 2007. År 2012 gifte hon sig med Michelle Rounds och paret adopterade året därpå en dotter. I februari 2015 ansökte O'Donnell om skilsmässa från Rounds.

## Filmografi (urval)
- 1992 - Tjejligan
- 1993 - Sömnlös i Seattle
- 1993 - Spanarna 2
- 1994 - Familjen Flinta
- 1994 - I'll Do Anything
- 1994 - Exit to Eden
- 1994 - Car 54, Where Are You?
- 1995 - Now and Then
- 1996 - Harriet the Spy
- 1996 - Beautiful Girls
- 1996–2002 – The Rosie O'Donnell Show (TV-serie)
- 1997 - The Twilight of the Golds
- 1998 - Wide Awake
- 1999 - Tarzan
- 1999 - Jackie's Back!
- 1999 - Get Bruce
- 2006–2007 – The View (TV-serie)
- 2011–2012 – The Rosie Show (TV-serie)
- 2014–2015 – The View (TV-serie)
- 2020 – I Know This Much Is True (TV-serie)